# غرزه (روستا)
غرزه (در عربی:  الغُرزَة )
نام روستایی است در عزلهٔ (مخلاف العود)، در دهستان الغُربان از توابع استان
عَدَن در کشور یمن در شبه جزیره عربستان.

## جمعیت
جمعیت آن (۵۰) نفر (۵ خانوار) می‌باشد.